# IC 1707
IC 1707 — галактика типу NF (в процесі підтвердження) у сузір'ї Андромеда.
Цей об'єкт міститься в оригінальній редакції індексного каталогу.